# 新蹄盖蕨
新蹄盖蕨（学名：Neoathyrium crenulatoserrulatum）为蹄盖蕨科新蹄盖蕨属下的一个种。